# Rangers de Rogers
 (février 2019).
Si vous disposez d'ouvrages ou d'articles de référence ou si vous connaissez des sites web de qualité traitant du thème abordé ici, merci de compléter l'article en donnant les références utiles à sa vérifiabilité et en les liant à la section « Notes et références ».
Les Rangers de Rogers sont initialement une milice provinciale du New Hampshire, aux États-Unis. Ils sont cependant rattachés à l'Armée britannique au cours de la guerre de Sept Ans et deviennent ensuite une compagnie de Rangers indépendants. L'unité a été formée par le major Robert Rogers comme une force d'infanterie rapide, essentiellement chargée de reconnaissance et de mener des opérations spéciales contre des cibles éloignées. Leur tactique, basée sur celle des compagnies qui les ont précédées et codifiée par Rogers, s'est révélée très efficace, si bien que la compagnie initiale a été élargie en un corps d'une douzaine de compagnies qui pouvait contenir un maximum de 1 400 hommes. Le Corps des Rangers est devenu la principale force d'éclairage de la Couronne britannique à la fin des années 1750. Les Britanniques les utilisaient pour rassembler des renseignement au sujet de l'ennemi.
Plus tard, la compagnie a été rétablie en tant que force militaire de loyalistes pour prendre part, côté anglais, à la guerre révolutionnaire américaine. Néanmoins, certains officiers et certains rangers ont changé de camp et sont devenus des commandants patriotes, respectivement des miliciens patriotes. Ils ont pris part aux batailles de Lexington et Concord durant la Révolution américaine.
Les Rangers de Rogers ont aussi formé The Queen's York Rangers de l'Armée canadienne, et les anciens combattants Loyalist des Rangers de Rogers en Ontario.